# 한국프로농구 2018-19
2018-2019 SKT 5GX 프로 농구는 대한민국 프로농구 23번째 시즌이다. 총 10개 구단이 참여하며 2018년 10월 13일에 개막 하게 되며 팀당 54경기(라운드 로빈방식, 홈 27경기, 원정 27경기)를 치른다.

## 홈 경기장
| 팀명                   | ! 연고지 | ! 홈경기장     | ! 감독          |
| ---------------------- | -------- | -------------- | --------------- |
| 원주 DB 프로미         | 원주     | 원주종합체육관 | 이상범          |
| 서울 삼성 썬더스       | 서울     | 잠실체육관     | 이상민          |
| 서울 SK 나이츠         | 서울     | 잠실학생체육관 | 문경은          |
| 창원 LG 세이커스       | 창원     | 창원실내체육관 | 현주엽          |
| 고양 오리온 오리온스   | 고양     | 고양체육관     | 추일승          |
| 인천 전자랜드 엘리펀츠 | 인천     | 삼산월드체육관 | 유도훈          |
| 전주 KCC 이지스        | 전주     | 전주실내체육관 | 스테이시 오그먼 |
| 안양 KGC인삼공사       | 안양     | 안양실내체육관 | 김승기          |
| 부산 kt 소닉붐         | 부산     | 사직실내체육관 | 서동철          |
| 울산 현대모비스 피버스 | 울산     | 동천체육관     | 유재학          |

## 시즌 화제
- 매년 연말마다 개최되는 농구영신 경기가 지방에서 최초로 경남 창원에서 개최되었다.

## 제도 변화
- FIBA 룰에 따라 이번 시즌부터 경기 중 벤치 선수들은 몸을 풀 수 없다.

## 구단별 캐치프레이즈 (슬로건)
- 울산 현대모비스 피버스 : BELIEVE
- 전주 KCC 이지스 : 열정으로 정상까지
- 원주 DB 프로미 : One Team to All
- 안양 KGC인삼공사 : Be my Basketball, KGC
- 고양 오리온 오리온스 : Fan, Fun, Fighting Always Orion!
- 서울 삼성 썬더스 : SHARE THE GAME, SHARE THE DREAM
- 서울 SK 나이츠 : 함께 정상을 향한 새로고침
- 창원 LG 세이커스 : 도전하라 창원LG, 승리하라 세이커스!
- 부산 kt 소닉붐 : Boom Up!
- 인천 전자랜드 엘리펀츠 : 챔피언을 향해 꿈을 쏘다

## 선수 은퇴

### 국내 선수
- 원주 DB 프로미 : 김우재.노승준.이광재.이지운.주긴완
- 울산 현대모비스 피버스 : 김윤.김태형.문태종.이민영
- 인천 전자랜드 엘리펀츠 : 최우연
- 전주 KCC 이지스 : 박준우.하승진
- 안양 KGC 인삼공사 : 장규호
- 고양 오리온 오리온스 : 성재준
- 부산 케이티 소닉붐 : 김명진
- 서울 삼성 썬더스 : 차민석

### 외국인선수
- 서울 삼성 썬더스
- 고양 오리온 오리온스
- 창원 LG 세이커스
- 전주 KCC 이지스
- 부산 kt 소닉붐
- 울산 현대모비스 피버스
- 인천 전자랜드 엘리펀츠
- 서울 SK 나이츠
- 원주 DB 프로미
- 안양 KGC 인삼공사

## 선수 이적

### 트레이드

#### 시즌 전
- 서울 삼성 썬더스
- 인천 전자랜드 엘리펀츠
- 울산 현대모비스 피버스
- 전주 KCC 이지스
- 원주 DB 프로미
- 부산 케이티 소닉붐
- 서울 SK 나이츠
- 창원 LG 세이커스

### 국내선수
- 안양 KGC 인삼공사(강병현, 이원대) ↔ 창원 LG 세이커스(기승호, 배병준)

### 외국인선수

#### 시즌 전
- 라건아 (서울 삼성 썬더스 → 울산 현대모비스 피버스)

## 정규 시즌 순위
- 최종 업데이트:2019년 3월 19일

| 순위 | 팀                     | 경기수 | 승 | 패 | 승률  | 연속 | 승차 | 플레이오프  | 비고                    |
| ---- | ---------------------- | ------ | -- | -- | ----- | ---- | ---- | ----------- | ----------------------- |
| 1    | 울산 현대모비스 피버스 | 54     | 43 | 11 | 0.796 | 8승  | -    | 4강 PO 진출 |                         |
| 2    | 인천 전자랜드 엘리펀츠 | 54     | 35 | 19 | 0.648 | 4패  | 8    | 4강 PO 진출 |                         |
| 3    | 창원 LG 세이커스       | 54     | 30 | 24 | 0.556 | 1패  | 13   | 6강 PO 진출 |                         |
| 4    | 전주 KCC 이지스        | 54     | 28 | 26 | 0.519 | 1승  | 15   | 6강 PO 진출 |                         |
| 5    | 고양 오리온 오리온스   | 54     | 27 | 27 | 0.500 | 3승  | 16   | 6강 PO 진출 | VS KT 상대전적 우세     |
| 6    | 부산 kt 소닉붐         | 54     | 27 | 27 | 0.500 | 2패  | 16   | 6강 PO 진출 | VS 오리온 상대전적 열세 |
| 7    | 안양 KGC인삼공사       | 54     | 25 | 29 | 0.463 | 2승  | 18   | PO 탈락     |                         |
| 8    | 원주 DB 프로미         | 54     | 24 | 30 | 0.444 | 1승  | 19   | PO 탈락     |                         |
| 9    | 서울 SK 나이츠         | 54     | 20 | 34 | 0.370 | 1패  | 23   | PO 탈락     |                         |
| 10   | 서울 삼성 썬더스       | 54     | 11 | 43 | 0.204 | 9패  | 32   | PO 탈락     |                         |

## 플레이오프
| 홈팀(정규시즌 순위)       | 원정팀(정규시즌 순위)     | 결과              | 비고           |
| ------------------------- | ------------------------- | ----------------- | -------------- |
| 전주 KCC 이지스(4)        | 고양 오리온 오리온스(5)   | 3:1 KCC 승        | 6강 플레이오프 |
| 창원 LG 세이커스(3)       | 부산 KT 소닉붐(6)         | 3:2 LG 승         | 6강 플레이오프 |
| 울산 현대모비스 피버스(1) | 전주 KCC 이지스(4)        | 3:1 현대모비스 승 | 4강 플레이오프 |
| 인천 전자랜드 엘리펀츠(2) | 창원 LG 세이커스(3)       | 3:0 전자랜드 승   | 4강 플레이오프 |
| 울산 현대모비스 피버스(1) | 인천 전자랜드 엘리펀츠(2) | 4:1 현대모비스 승 | 챔피언결정전   |

| KBL                                                 | KBL                                                  | KBL                                          |
| --------------------------------------------------- | ---------------------------------------------------- | -------------------------------------------- |
| 이전 대회                                           | 2018-2019 SKT 5GX 프로 농구 (2018.10.13 ~ 2019.4.21) | 다음 대회                                    |
| 2017-2018 정관장 프로 농구 (2017.10.14 ~ 2018.4.18) | 2018-2019 SKT 5GX 프로 농구 (2018.10.13 ~ 2019.4.21) | 한국프로농구 2019-20 (2019.10.5 ~ 2020.2.29) |